# مورتون إيرا غرينبيرغ
مورتون إيرا غرينبيرغ (بالإنجليزية: Morton Ira Greenberg) هو قاضي أمريكي، ولد في 20 مارس 1933 في فيلادلفيا في الولايات المتحدة.